# Дорослий

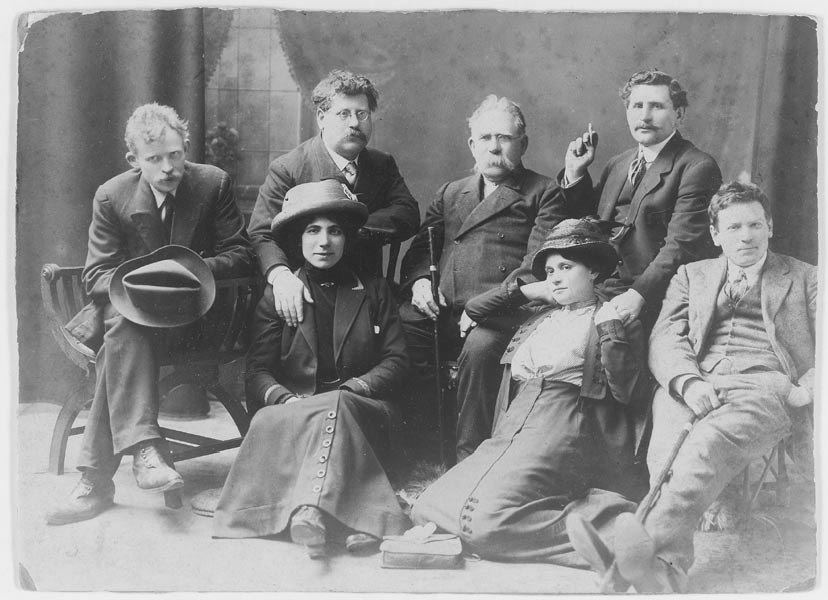
Група дорослих людей.

Доро́слий — людина, яка досягла певного віку, та у відношенні до якої є підстави вважати, що вона має тілесну та ментальну зрілість. Доросла особа має ті необхідні знання та вміння, які дозволяють їй ухвалювати рішення, важливі на її життєвому шляху.
Права дорослихНа відміну від підлітків, дорослі мають більше прав та більше відповідальності. Як правило, дорослі в змозі самі себе забезпечувати. Входження в дорослий вік, залежно від місцевого законодавства, супроводжується отриманням таких прав, як керування автомобілем, вживання алкоголю, куріння, виїзд за кордон, участь в політичному житті, статеві відносини та встановлення шлюбу.